# Завиш из Фалькенштейна
Завиш из Крумлова или Завиш из Фалькенштейна (чеш. Záviš z Falkenštejna, около 1250 — 24 августа 1290, Глубока-над-Влтавой) — чешский феодал и государственный деятель из крумловской ветви рода Витковичей, второй муж королевы Чехии Кунгуты Галицкой.

## Биография
Завиш происходил из влиятельного рода Витковичей из Крумлова, ветви феодального клана Витковичей, владевшего Чешским-Крумловом. В молодости Завиш был бургграфом Крумловского замка и на гербе носил изображение зелёной крумловской розы из пяти лепестков на серебряном поле, который в память о родовом гнезде своей матери — баварском Фалькенштейне — украсил изображением сокола (название Фалькенштейн переводится с немецкого как Соколий утёс), соответственно изменив и своё имя-титул Завиш из Крумлова на Завиш из Фалькенштейна.
Род Витковичей имел большое влияние при дворе чешских королей, но их отношения с королевским семейством испортились, когда король Пржемысл Отакар II основал рядом с Крумловским замком монастырь Трнова (позднее известный как Златокорунский монастырь) и наделил его обширными земельными наделами вдоль чешско-австрийской границы. Витковичи посчитали это незаконным вторжением в пределы их вотчины и в 1276—1277 годах взбунтовались. Завиш напал на монастырь и сжег его дотла, после чего Витковичи вынуждены были бежать и искать защиты от гнева Отакара у императора Священной Римской империи Рудольфа Габсбургского.
После гибели Отакара II в битве у Сухих Крут его жена Кунгута Галицкая попросила Оттона V, маркграфа Бранденбургского, учинить опеку над ней и её сыном Вацлавом. В 1279 году они поселились в замке Бездез у их влиятельного родственника, который удерживал их на положении заложников. Кунигунде удалось бежать и скрыться в Опавской земле в своём вдовьем замке в Градце-над-Моравици.

## Знакомство с Кунгутой и карьера
Завиш из Фалькенштейна прибыл в Градец-над-Моравици и предложил королеве свою помощь. К этому времени он был вдовцом. Имя и личность его покойной жены неизвестны. От этого брака Завиш имел дочь, позже вышедшую замуж за Гинка Крушину из Лихтенберка.
Подробное свидетельство о встрече Кунгуты с Завишем оставила одна из известнейших средневековых чешских хроник — «Збраславская хроника» (Chronicon Aulae regiae):

«В дни эти пан некий из Чехии по имени Завиш, оного король Отакар по винам его осуждением к изгнанию покарати дал и всяких домашних его вирой вечного изгнания неотзывно от дома отказал. Оный, после смерти Отакаровой, королеву Кунгуту, на Мораве пребывавшую, повстречал, не так в службах охотнейший, ако в беседах довереннейший над другими рыцари быти почал. Чаял же, что места своего снова уймет и грады свои легко назад добудет, если у королевы милости близкого приятельства добьется. Всяко, нетрудно меняется мысль женская, и королева, уловками его чародейства, сильно его любить стала, простив ему от сердца то, чем против короля провинился, поставила его над другими в дружине своей».
В 1281 году королева назначила Завиша бургграфом замка Градец-над-Моравици. В том же году у них родился сын Ян, прозванный Йешек. После возвращения в Чехию молодого короля Вацлава Завиш смог добиться его расположения и стал ему вторым отцом.
Под влиянием Завиша были отстранены от государственного управления прежние лидеры — Тобиаш из Бехине и Пуркарт из Яновиц, которых он заменил своими родственниками или друзьями. Брат Завиша Витек II из Крумлова стал королевским подкоморжим (высшим управляющим королевских городов), другой Виткович Ойирж из Ломнице — высочайшим коморником, а супруг его сестры Грозната из Ужице — пражским бургграфом. Сам Завиш из Фалькенштейна сосредоточил в своих руках всю власть в Чешском королевстве и был своего рода неофициальным вице-королём.
Та же «Збраславская хроника» повествует:

«Когда король молчал, он сам говорил и сам единый решал дела всего королевства, всегда больше, чем короля, его боялись, он сам все устанавливал, его самоединого все слушали».
Фалькенштейн прежде всего вновь укрепил в Чехии, раздираемой распрями и бунтами и выданной на разграбление иностранным солдатам, королевскую власть.
Бывший заступник Завиша император Рудольф Габсбургский также имел планы на наследника чешской короны. Согласно ранее заключённым с Отакаром, а позднее обновлённым Кунгутой договорам о брачном союзе Габсбургов и Пржемысловичами в начале 1285 года в городе Хеб состоялась свадьба тринадцатилетнего чешского короля Вацлава II с его ровесницей дочерью Рудольфа Габсбурга — Гутой.

## Свадьба Кунгуты с Завишем
В мае того же года в Праге состоялась другая свадьба. Королева Кунгута вторично вышла замуж за своего любовника Завиша. Брачный союз был скреплен официально. По свидетельству венского летописца свадьба случилась после праздника Св. Троицы, то есть 20 мая. Своё согласие дал сам молодой король Вацлав. Как повествует «Збраславская хроника»:

«Завиш, обратившись к королю с медово-сладкими речами, попросил, чтобы тот ему Кунгуту в законные жены дал. Король же, ещё молодой, думая, что так годится, без труда просьбу последнего удовлетворил и мать свою, которой это тоже нравилось, следуя желаниям обоих, принародно с Завишем обручил, дабы они, что раньше в незаконном союзе сошлись, после величания (празднования) законного брака, дальше вместе по закону жили».
Однако супружество длилось недолго. 9 сентября 1285 года королева умерла. Кунгута умерла, скорее всего, от туберкулёза. Как свидетельствуют летописцы, доказательством этого был слишком яркий румянец на её лице и тот факт, что от такой же болезни в 1305 году умер её сын чешский король Вацлав II.
В положении Завиша, однако, ничего не поменялось. Молодой король Вацлав II ему по-прежнему доверял и видел в нём своего второго отца.
Тщеславный рыцарь через некоторое время снова стал искать себе невесту. В поисках противовеса близким взаимоотношениям Чехии с Габсбургами с согласия Вацлава II он остановил свой выбор на Эльжбете Куманской — сестре короля Ласло IV Куна, которая в то время была монахиней монастыря на острове Маргит. Завиша выкрал её оттуда с помощью своей дружины.
Свадьба Завиша c мадьярской принцессой состоялась в крепости Будин над Дунаем. Тогда же он своевольно присвоил себе титул князя Опавского на том основании, что в Градце у Опавы он опекал королеву Кунгуту. Этим поступком он добавил к списку своих врагов настоящего владельца титула князя Опавского Микулаша, старшего сводного брата Вацлава II, сына Пржемысла Отакара II и его любовницы Анежки из Кюэнринг, недавно освободившегося из габсбургского плена.

## Закат карьеры
Завиша долгое время отсутствовал в Чехии, проживая в Венгрии с новой женой. И эти воспользовались его недруги. Вацлав II полностью подпал под влияние его противников во главе с епископом Тобиашем и сводным братом Микулашем.
Через несколько месяцев Завиш с женой вернулся в Чехию, но обнаружил, что его родственники изгнаны с ключевых государственных постов. Тогда он предпочел обосноваться в королевской крепости Своянов на чешско-моравском пограничье и пока осторожно выжидать.
В мае 1289 года его жена Эльжбета родила сына, и Фалькенштейн решил воспользоваться этим, чтобы позвать на крестины сразу двух королей: своего венгерского шурина Ласло IV и чешского Вацлава II.
Далее «Збраславская хроника» сообщает:

«Тогда король Вацлав, укрепившись в Господе, чтобы себе и целому королевству о мире постараться, установил заключить Завиша в оковы тюремные и, сделав вид, что не может ехать на крестины без Завишова сопровождения, выслал за ним послов, чтобы в Прагу пришел проводить его. Между тем король позвал дворян, ему больше других отданных, чтобы за ним тайно пришли, им же объявил о намерениях своих не без сильного страха, прося, чтобы все в тайне хранили даже перед неприятелями теснителя своего, сами же с помощью пришли. Не так наущен их советами, как поддержан их помощью, приготовил он тайно дружину, которую смог собрать, а Завиша, когда к нему вернулся, на Граде Пражском, в Господа веруя, пленити дал, дабы страхом тюремным безбожность его укротил, а клады и знаки королевские, которыми тот овладел, отобрал из рук его».
.

## Мятеж в Южночешском крае и казнь Завиша
Когда весть о пленении Завиша дошла до Южной Чехии, Витковичи подняли восстание, захватили города Пельгржимов и Тын-над-Влтавой, принадлежащие вождю противников Завиши епископу Тобиашу, и осадили королевский город Ческе-Будеёвице. Некоторые мятежники немедленно предложили чешскую корону вроцлавскому князю Хенрику IV. На усмирение восставших отправилось королевское войско, командование которым принял Микулаш Опавский. На возу за собой он вез закованного в кандалы Завиша.
Войско с пленником пошло по всем когда-то королевским крепостям, которые Витковичи и их сторонники подчинили себе в течение пребывания Завиша на месте вице-короля. Останавливаясь перед каждой из них, Микулаш предлагал сдачу. В противном случае он угрожал, что Завиш будет казнён. Угроза была действенной, и Витковичи сдавали одну крепость за другой.
Только перед замком Глубока (Вробург) его владелец Витек II из Крумлова, младший брат Завиша, отказался поверить угрозам. Как говорит летопись, связанный Завиш сам кричал брату под крепостной стеной, что лучше умрёт, пусть только замок не сдаётся.
24 августа 1290 года после троекратно повторенного вызова сдаться и последовавшего трехкратного отказа Микулаш Опавский показательно казнил Завиша. О казни в хронике дословно говорится:

«Когда же други Завишовы, жившие наверху, град сами выдати отказались, (Микулаш) Завиша на подградье того града… обезглавить велел».
Витек смог удержать замок и в ответ за смерть брата приказал отрубить голову пленённому им брату епископа Тобиаша. Вскоре он всё же сдался с гарантией предоставления ему возможности уйти за границу королевства. Витек ушёл в Польшу, где продолжил сопротивление Вацлаву II, претендовавшему на польскую корону. В итоге он всё равно был схвачен и казнён.